# Pungín (parroquia)
Pungín (llamada oficialmente Santa María de Punxín) es una parroquia del municipio español de Pungín, en la provincia de Orense, Galicia.

## Organización territorial
La parroquia está formada por diecinueve entidades de población, constando diecisiete de ellas en el nomenclátor del Instituto Nacional de Estadística español: 
- A Castiñeira
- A Forxa
- A Moa
- As Quintás
- A Vilerma
- Baldariz
- Condes de Abaixo
- Condes de Arriba
- Fontedouro
- O Bacelo
- O Faracho
- O Outeiro
- O Rego
- O Souto
- O Val (O Valo)
- O Viñao
- Pazos de Abaixo
- Pazos de Arriba
- San Roque

## Demografía
| Gráfica de evolución demográfica de Pungín entre 2000 y 2023 |
|                                                              |
| Datos según el nomenclátor publicado por el INE.             |